# Change of Habit
Change of Habit är en musikal-dramafilm från 1969 med Elvis Presley och Mary Tyler Moore. Den var Elvis Presleys 31:a och sista spelfilm. Hans två följande filmer var konsertdokumentärer. Det var också Tyler Moores fjärde och sista film hos Universal Pictures. Hon kom sedan inte att medverka i någon film förrän i En familj som andra 1980.

## Rollista
- Elvis Presley – Dr. Carpenter
- Mary Tyler Moore – Sister Michelle
- Barbara McNair – Sister Irene
- Jane Elliot – Sister Barbara
- Ed Asner – Lt. Moretti
- Leora Dana – Mother Joseph
- Regis Toomey – Father Gibbons